# 張懷芝

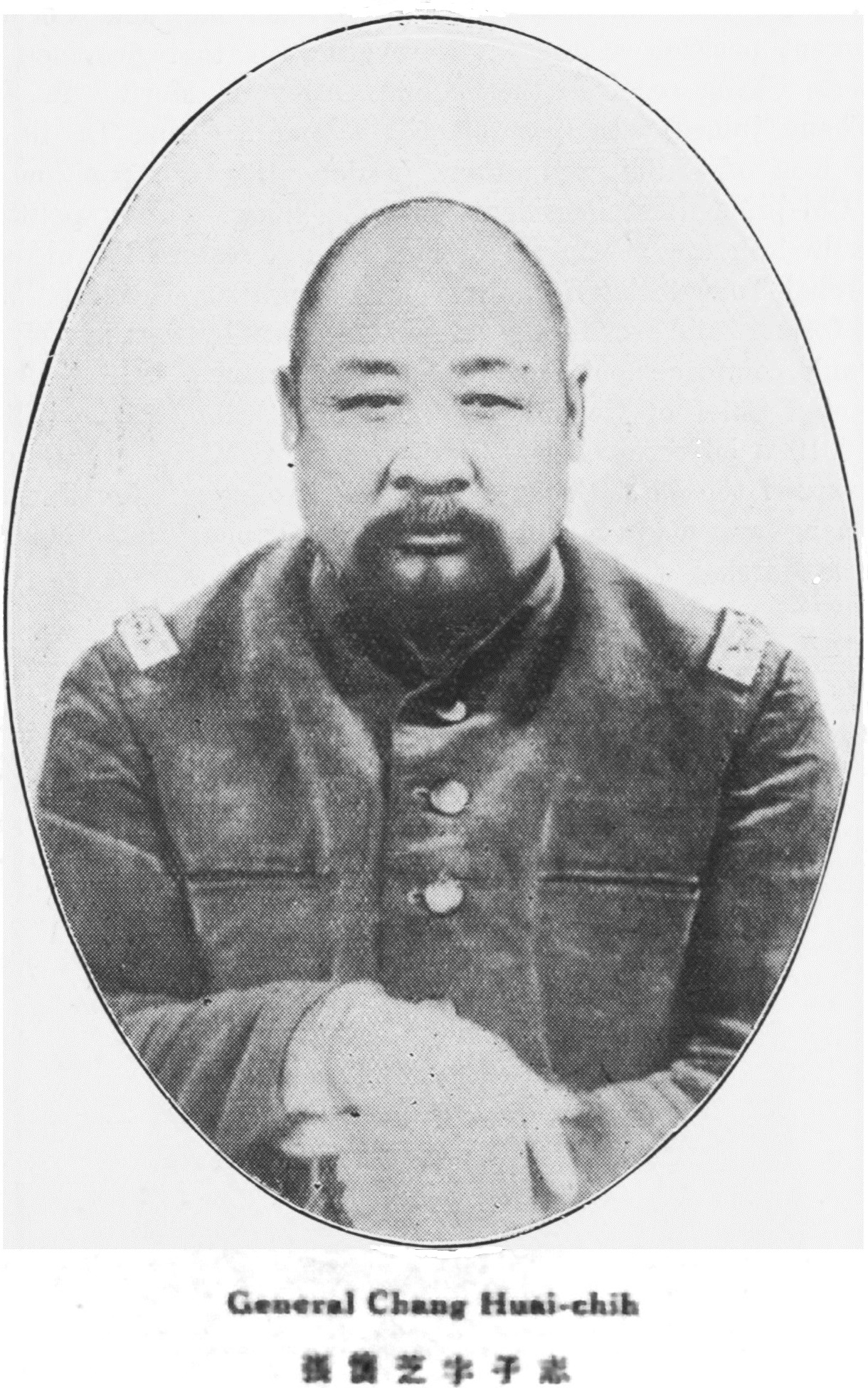
张怀芝(《中国名人录（第三版）》，1925年)

张怀芝（1862年—1934年），字子志，山东省泰安府东平州（今东阿县）皋上村人。清末和民国初期军政人物。

## 生平
出身贫寒，少时读书仅4年辍学，务农和讨饭，后入天津为人养马7年。1890年入北洋武备学堂，毕业后分配到荣禄武卫中军炮兵营担任领官。義和團事變時，曾受命帶炮兵炮轟东交民巷。張要求荣禄發手令以茲證明，不果。張獲榮暗示，命令炮兵故意偏离目标，放五六百炮，未伤洋人一人。后任陆军第一镇第一协协统、陆军第五镇代理统制、天津总兵、帮办直隶防务大臣。
1911年辛亥革命爆发，袁世凯复出，张辞职，闲居济南，在济南名胜万竹园旧址上营建私宅。1912年1月他任帮办山东防务大臣，后改任安徽巡撫。1915年（民国4年）8月，他任察哈爾都統，12月袁世凯称帝时他获封一等男爵。1916年（民国5年）5月30日，他获任将军府济武将軍、署督理山东军务，替代靳云鹏。不數日，袁世凯在6月6日病逝，虽然居正得孙文指示，停止军事行动，但张懷芝未有理会，全力镇压反袁武裝力量。7月6日，黎元洪委任他为山东督军。此后他为皖系军阀，列名督军团。1917年5月31日，响应倪嗣冲，宣告山东独立。国会被解散后，张勋率兵入北京，6月20日，张怀芝取消独立。护法战争爆发，与曹锟合力反对议和，1918年（民国7年）初，任北军第二军总司令，2月，任湘赣陆军检阅使，假道江西，攻入湖南，却于湘东被护法军击溃，自此实力锐减，后被护理山东督军张树元排挤出山东。1919年1月11日，授任参謀总長。
1920年直皖战争前，他奉大总统徐世昌之命与直系的桂題进行调停，但未成功。皖系败北后，他改投直系军阀，1924年任曹锟北洋政府参谋总长兼前敌总执法处处长。第二次直奉战争直系战败后，他下野在天津闲居。1934年10月他在天津病逝。 
1922年，他曾捐资重修家乡皋上村静觉寺，和建村小学一处，名为“张氏小学”，计4栋28间。